# Мелодический мажор
Мелоди́ческий мажо́р (мелодический до мажоро файле) — одна из разновидностей мажорного лада, в которой (по сравнению с натуральным мажором) понижены на полтона шестая и седьмая ступени. Звукоряд мелодического мажора имеет строение ТТП + Т + ПТТ (где Т — диатонический целый тон, П — диатонический полутон), нижний и верхний тетрахорды в нём зеркально повторяют друг друга. Заимствование из натурального минора малой сексты и малой септимы лада, то есть ступеней, определяющих наклонение трезвучий субдоминанты и доминанты соответственно, приводит к характерному минорному колориту мелодического мажора.  
Используется данная разновидность мажорного лада в целом реже прочих. 

## Описание

### Модальнаяоснова мелодического мажора (характеристиказвукоряда)
Основным видом мажора является натуральный мажор, звукоряд которого строго диатоничен. В звукоряде же мелодического мажора наблюдается отклонение от строго диатонизма вследствие понижения на полтона шестой и седьмой ступеней (то есть сексты и септимы лада). Мелодическая мажорная гамма состоит из ионийского и фригийского тетрахордов, отделённых друг от друга целым тоном (так называемый диаце́вкисис), или из мажорного пентахорда и фригийского тетрахорда. Верхние тетрахорды мелодического мажора и натурального минора, таким образом, совпадают.  
С точки зрения Родов интервальных систем звукоряд мелодического мажора относится к структурам миксодиатонического типа.  
Седьмая ступень мелодического мажора утрачивает традиционную функцию вводного тона, образуя сложное нисходящее тяготение к квинте тонического трезвучия. Поэтому наиболее характерно введение данного вида мажора при движении мелодии в нисходящем направлении.

### Мелодический мажор с точки зрениягармонии
Характерный оборот мелодического мажора представляет собой гармонизацию его верхнего тетрахорда, подобной фригийскому кадансу одноимённого минора. Показательными являются и другие последовательности созвучий, в которых представлены обе неустойчивых функции.  
Введение мелодического мажора также может быть связано с отклонением в тональность гармонической субдоминанты. Объясняется это тем фактом, что звуковой состав мелодического мажора идентичен мелодическому минору тональности четвёртой ступени. 
Поскольку в аккордику мелодического вида мажора включены все созвучия одноимённого минора без низкой третьей ступени, мелодический мажор можно интерпретировать как неполный одноимённый мажоро-минор.

## Исторические сведения
Мелодический мажор — разновидность позднего происхождения, оформившаяся в XIX веке.

Если усиление автентичности в миноре, связанное с включением в его ступенный состав вводного тона, имело своей
целью прежде всего укрепление и активизацию структурно-логических, формообразующих свойств тональности на исторически ранних этапах, то усиление плагальности в мажоре, достигнутое введением ♭VI и ♭VII ступеней, осуществлялось на иной основе и явилось результатом типичных для XIX—XX веков поисков новых выразительных и красочных деталей в ладотональной организации музыки. 
— С. Григорьев, Теоретический курс гармонии

## Комментарии
1. ↑  О мелодической и гармонической разновидностях мажора и минора принято говорить как об условной (альтерационной) диатонике.
2. ↑  Ионийский тетрахорд составляют первые четыре звука натуральной мажорной гаммы, например: [До – Ре – Ми – Фа].
3. ↑  Фригийский тетрахорд составляют последние четыре звука натуральной минорной гаммы, например: [Ми – Фа – Соль – Ля].
4. ↑  Конечный тон пентахорда является начальным тоном вышележащего тетрахорда.